# Teylers Hofje
Teylers Hofje és un hofje creat el 1787 a Haarlem pel comerciant i banquer Pieter Teyler van der Hulst. L'hospici, construït per l'arquitecte holandès Leendert Viervant amb l'estil neoclàssic, està compost d'una vintena de cases al voltant d'un pati quadrat, el qual té un pòrtic amb columnes dòriques.
És un edifici de lliure accés, excepte els diumenges.

## Història
El Teylers Hofje es va construir a Haarlem (Països Baixos), entre els anys 1785 i 1787, segons els plànols de l'arquitecte Leendert Viervant. Aquest hofje (paraula holandesa utilitzada per descriure un hospici holandès amb un pati interior envoltat de petites cases, semblant als beguinatges flamencs) és un de la quarantena que originalment tenia la ciutat de Haarlem. Va ser fundat seguint la voluntat del comerciant, banquer i filantrop mennonita Pieter Teyler van der Hulst, gràcies al llegat que va deixar a la seva ciutat natal. El Museu Teyler, a poca distància i, com hofje, ubicat a la vora del riu Spaarne, deu la seva existència al compliment de la voluntat de Teyler.
Anteriorment, després de la mort de la seva dona l'any 1752, Pieter Teyler van der Hulst ja havia establert un hofje, també anomenat Teylerhofje, als edificis restaurats per ell ubicats al sud del centre històric, prop de l'actual Museu Frans Hals. No obstant això, Teyler tenia la voluntat de construir-ne un de nou a la vora del riu Spaarne, confiant-li el disseny de l'arquitecte Leendert Viervant, qui també va fer els plànols de la Sala Ovalada del Museu Teyler. El 1787, un cop acabat, l'antic Teylershofje es va traslladar a la seva nova ubicació vora del riu Spaarne, mentre que el seu edifici va servir de refugi pels pelegrins amb el nom de Vrouwe- en Antonie Gasthuys, nom que ha mantingut fins avui.

## Descripció

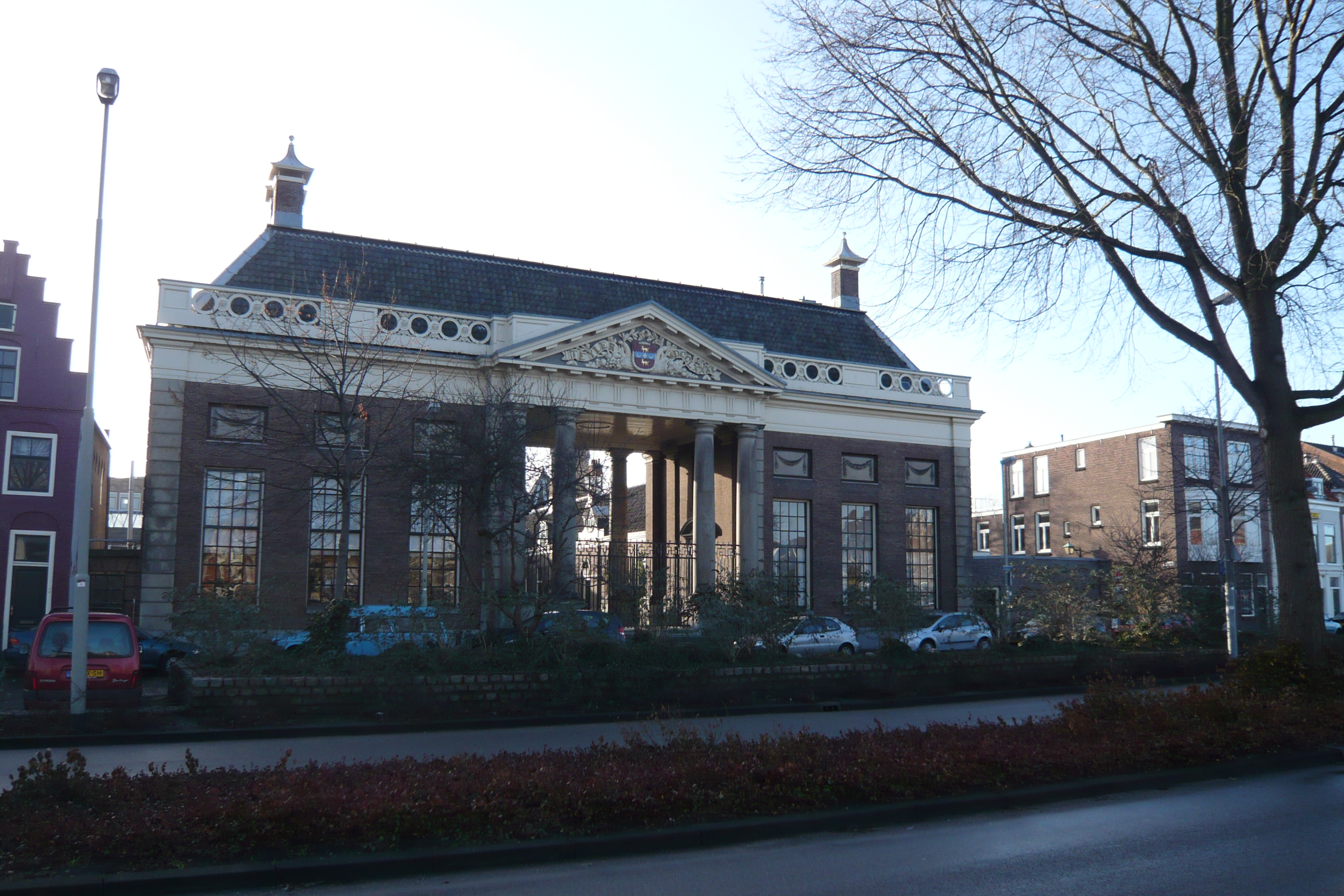
Entrada de l'edifici (voorgebouw) amb el seu pòrtic de columnes dòriques

Aquest hofje, protegit com a Monument Nacional dels Països Baixos, consta de 24 cases adjacents d'una sola planta, d'aparença simple i ordenada —a part d'algunes finestres d'estil barroc i algun ull de bou—, al voltant de tres costats d'un pati rectangular. El quart costat és l'entrada, la qual dona al riu Spaarne i que forma un voorgebouw (literalment, façana d'estil neoclàssic amb un alt pòrtic recolzat amb columnes dòriques i coronat per un frontó. El voorgebouw serveix com a llar del majordom i inclou una sala de conferències (regentenkamer) utilitzada pels administradors.